# Sehabre
Sehabre, ook Se-hab-Re, was een oud-Egyptische koning (farao) in de tweede tussenperiode. Hij geldt als vijfde heerser van de 14e dynastie en regeerde in de 17e eeuw v.Chr.
In het Turijnse koningslijst wordt van zijn regeringsperiode melding gemaakt. Er wordt daar gesproken van een periode van drie jaar en elf dagen. De gegevens over het aantal maanden is vernietigd.

## Bron
- Narmer.pl